# Prêmio Lenin da Paz

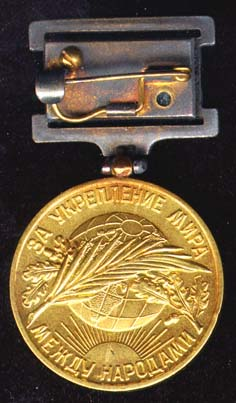
Medalha "Prêmio Lenin da Paz"

O Prêmio (português brasileiro) ou Prémio (português europeu) Stalin da Paz, também denominado Prêmio Internacional Stalin ou Prêmio Internacional Stalin para o fortalecimento da Paz entre os Povos (em russo: Международная Сталинская премия «За укрепление мира между народами»; romaniz.: Mezhdunarodnaya Stalinskaya premiya «Za Ukrepleniye mira mezhdu Narodami»), posteriormente renomeado como Prêmio Internacional Lenin para o fortalecimento da Paz entre os Povos (em russo: Международная Ленинская премия «За укрепление мира между народами»; Mezhdunarodnaya Leninskaya premiya «Za ukrepleniye mira mezhdu narodami») durante o processo de desestalinização que ocorreu na União Soviética, foi uma premiação, criada em 1949 e extinta após a dissolução da União Soviética em 1991, cujos ganhadores eram escolhidos por um comité internacional, designado pelo governo soviético, que reconhecia indivíduos que tinham trabalhado para o "fortalecimento da paz entre os povos".
O Prêmio Stalin da Paz foi criado em 21 de dezembro de 1949 em homenagem aos septuagenário do nascimento de Josef Stalin, embora a homenagem houvesse ocorrido três dias após a data. O prémio foi rebatizado em 1956, como Prêmio Internacional Lenin para o fortalecimento da Paz entre os povos. Todos os agraciados até então, com o Prêmio Stalin da Paz foram convidados a devolver as comendas para que fossem substituídas pelo prêmio renomeado. Por decisão do Presidente Soviete Supremo da União Soviética, em 11 de dezembro de 1989 o prêmio ganhou novo nome passando a ser Prêmio Internacional Lenin da Paz (em russo: международная Ленинская премия мира; Mezhdunarodnaya Leninskaya premiya mira), e parou de ser distribuído dois anos depois, em 1991.
O Prêmio Lenin da Paz não deve ser confundido com a Ordem de Lenin ou com o Prêmio Internacional da Paz (em inglês: International Peace Prize), abuído pelo Conselho Mundial da Paz. Existiu também o Prêmio Estatal da União Soviética criado em 1941, que reconhecia anualmente escritores, compositores, artistas e cientistas soviéticos.

## Lista dos ganhadores

### Década de 1950
- Frédéric Joliot-Curie (1950)[2]
- Soong Ching-ling (Madame Sun Yat-sen) (1950)[2]
- Hewlett Johnson (1950)[2]
- Eugénie Cotton (1950)[2]
- Arthur Moulton (1950)[2]
- Pak Chong Ae (1950)[2]
- Heriberto Jara Corona (1950)[2]
- Guo Moruo (1951)[3]
- Monica Felton (1951)[4]
- Oyama Ikuo (1951)[4]
- Pietro Nenni (1951)[4]
- Anna Seghers (1951)[4]
- Jorge Amado (1951)[4]
- Johannes Becher (1952)[4]
- Elisa Branco (1952)[4]
- Ilya Ehrenburg (1952)[4]
- Rev. James Gareth Endicott (1952)[4]
- Yves Farge (1952)[4]
- Saifuddin Kitchlew (1952)[4]
- Paul Robeson (1952)[4]
- Andrea Andreen (1953)[4]
- John Desmond Bernal (1953)[3]
- Isabelle Blume (1953)[4]
- Howard Fast (1953)[4]
- Andrew Gaggiero (1953)[4]
- Leon Kruczkowski (1953)[4]
- Pablo Neruda (1953)[4]
- Nina Vasilevna Popova (1953)[4]
- Sir Sahib-singh Sokhey (1953)[4]
- Pierre Cot (1953)
- Alain Le Léap (1954)
- Baldomero Sanín Cano (1954)
- Prijono (1954)
- Bertolt Brecht (1954)[5]
- André Bonnard (1954)[5]
- Thakin Kodaw Hmaing (1954)[5]
- Felix Iversen (1954)[5]
- Nicolás Guillén (1954)[6]
- Denis Nowell Pritt (1954)[7]
- Lázaro Cárdenas (1955)[8]
- Mohammed Al-Ashmar (1955)[8]
- Karl Joseph Wirth (1955)[8]
- Tôn Đức Thắng (1955)[8]
- Akiko Seki (1955)[8]
- Ragnar Forbeck (1955)[8]
- Louis Aragon (1957)[7]
- Emmanuel d'Astier (1957)[7]
- Heinrich Brandweiner (1957)[7]
- Danilo Dolci (1957)[7]
- Maria Rosa Oliver (1957)[7]
- Chandrasekhara Venkata Raman (1957)[7]
- Udakandawala Saranankara Thero (1957)[7]
- Nikolay Semenovich Tikhonov (1957)[7]
- Josef Lukl Hromádka (1958)[3]
- Artur Lundkvist (1958)[3]
- Louis Saillant (1958)[3]
- Kaoru Yasui (1958)[3]
- Arnold Zweig (1958)[3]
- Otto Buchwitz (1959)[9]
- W. E. B. Du Bois (1959)[9]
- Nikita Khrushchev (1959)[9]
- Ivor Montagu (1959)[9]
- Kostas Varnalis (1959)[9]

### Década de 1960
- Laurent Casanova (1960)[10]
- Cyrus Eaton (1960)[10]
- Sukarno (1960)[10]
- Fidel Castro (1961)[11]
- Ostap Dłuski (1961)[11]
- Bill Morrow (1961)[11]
- Rameshvari Neru (1961)[11]
- Mihail Sadoveanu (1961)[11]
- Antoine Tabet (1961)[11]
- Ahmed Sékou Touré (1961)[11]
- István Dobi (1962)[12]
- Olga Poblete de Espinosa (1962)[12]
- Faiz Ahmed Faiz (1962)[12]
- Kwame Nkrumah (1962)[12]
- Pablo Picasso (1962)[12]
- Georgi Traikov (1962)[13]
- Manolis Glezos (1962)[14]
- Oscar Niemeyer (1963)[14]
- Dolores Ibárruri (1964)[6]
- Rafael Alberti (1964)[15]
- Aruna Asaf Ali (1964) [15]
- Kaoru Ota (1964) [15]
- Miguel Ángel Asturias (1965)[16]
- Mirjam Vire-Tuominen (1965) [16]
- Peter Ayodele Curtis Joseph (1965) [16]
- Giacomo Manzù (1965) [16]
- Jamtsarangiyn Sambuu (1965) [16]
- Herbert Warnke (1966)[17]
- Rockwell Kent (1966) [17]
- Ivan Málek (1966) [17]
- Martin Niemöller (1966) [17]
- David Alfaro Siqueiros (1966) [17]
- Bram Fischer (1966) [17]
- Joris Ivens (1967)[18]
- Nguyen Thi Dinh (1967) [18]
- Jorge Zalamea (1967) [18]
- Romes Chandra (1967) [18]
- Endre Sík (1967) [18]
- Jean Effel (1967) [18]
- Akira Iwai (1968-69)[5]
- Jarosław Iwaszkiewicz (1968-69)[5]
- Khaled Mohieddin (1968-69)[5]
- Linus Pauling (1968-69)[5]
- Shafie Ahmed el Sheikh (1968-69)[5]
- Bertil Svahnstrom (1968-69)[5]
- Ludvík Svoboda (1968-69)[5]

### Década de 1970
- Eric Henry Stoneley Burhop (1970-71)[19]
- Ernst Busch (1970-71)[19]
- Tsola Dragoicheva (1970-71)[19]
- Renato Guttuso (1970-71)[19]
- Kamal Jumblatt (1970-71)[19]
- Alfredo Varela (1970-71)[19]
- James Aldridge (1972)[20]
- Salvador Allende (1972)[20]
- Leonid Brejnev (1972)[20]
- Enrique Pastorino (1972)[20]
- Luis Corvalán (1973-74)[21]
- Raymond Goor (1973-74)[21]
- Jeanne Martin-Cissé (1973-74)[21]
- Hortensia Bussi de Allende (1975-76)[22]
- János Kádár (1975-76)[22]
- Seán MacBride (1975-76)[22]
- Samora Machel (1975-76)[22]
- Agostinho Neto (1975-76)[22]
- Yannis Ritsos (1975-76)[22]
- Kurt Bachmann (1977-78)[23]
- Freda Yetta Brown (1977-78)[23]
- Angela Davis (1977-78)[23]
- Vilma Espín Guillois (1977-78)[23]
- Kumara Padma Sivasankara Menon (1977-78)[23]
- Halina Skibniewska (1977-78)[23]
- Hervé Bazin (1979)[24]
- Le Duan (1979)[24]
- Urho Kekkonen (1979)[24]
- Abd al-Rahman al-Sharqawi (1979)[24]
- Miguel Otero Silva (1979)[24]

### Década de 1980
- Mahmoud Darwish (1980-82)[25]
- John Morgan (1980-82)[25]
- Líber Seregni (1980-82)[25]
- Míkis Theodorákis (1980-82)[25]
- Indira Gandhi (1983-84) [26]
- Jean-Marie Legay (1983-84)[26]
- Eva Palmer (1983-84)[26]
- Nguyễn Hữu Thọ (1983-84)[26]
- Luis Vidales (1983-84)[26]
- Joseph Weber (1983-84)[26]
- Charilaos Florakis (1983-84)
- Miguel d'Escoto (1985-86)[27]
- Dorothy Hodgkin (1985-86)[27]
- Herbert Mies (1985-86)[27]
- Julius Nyerere (1985-86)[27]
- Petar Tanchev (1985-86)[27]

### Década de 1990
- Nelson Mandela[a] (1990)[28]
- Martti Ahtisaari (1990)
- Valerie Goulding (1990)